# 쇼로역
쇼로역(일본어: 庶路駅)은 일본 홋카이도 시라누카 군 시라누카정에 있는 홋카이도 여객철도의 역이다. 역 번호는 K49이며, 단선 승강장 1면 1선의 구조를 지닌 지상역이다.

## 역 주변
- 국도 제38호선
- 구시로 시라누카 공업단지

## 역사
- 1901년 7월 20일 : 개업.
- 1987년 4월 1일 : 민영화에 의해, 홋카이도 여객철도로 이관.

## 인접 정차역
| 홋카이도 여객철도 네무로 본선 | 홋카이도 여객철도 네무로 본선 | 홋카이도 여객철도 네무로 본선 |
| ----------------------------- | ----------------------------- | ----------------------------- |
| K48 니시쇼로 신토쿠 방면      | 네무로 본선                   | 오타노시케 K50 구시로 방면    |